# Grisnäs naturreservat
Grisnäs naturreservat är ett naturreservat i Skinnskattebergs kommun i Västmanlands län.
Området är naturskyddat sedan 2019 och är 52 hektar stort. Reservatet ligger norr om Uttersberg och består av granskog, tallmyr, hällmarkstallskog, aspskog och blandskog med visst inslag av lind.